# ALL SHOOK UP
『ALL SHOOK UP』（オール・ショック・アップ）とは、AKASHI MASAO GROUPが1996年10月20日に発表したインディーズCD。
70年代のブルージーなロック・スタンダードカバー4曲とオリジナル2曲の計6曲からなる2ndアルバム。

## 収録曲
1. All Shook Up / Elvis Presley 
ヤマハのアティチュードをフロントPUを使わずにフェンダー・プレシジョンベース風に使っている。
2. Gimme Shelter / The Rolling Stones
アティチュードを使っていて、曲の真ん中あたりの静かになったところからせり上がってくるフレーズが明石自身のお気に入り。[要出典]}
3. Reconsider Baby / Ike & Tina Turner
3人のバンドというニュアンスを出したくてボーカルとアコースティック・ギターとバッキング・ギターの3チャンネルしか使っていない。
4. I'm In Blue
オリジナル曲。ツイン・ドラムで収録。
5. I'm About To Die
オリジナル曲。ツイン・ドラムで収録。
6. Mistreated / Deep Purple
ブルースっぽいコード進行の原曲をよりブルースらしさを強めたアレンジである。